# Krasnokamensk
Krasnokamensk (rusky Краснокаменск, čínsky 克拉斯諾卡緬斯克/Kche-la-s'-nu-kcha-mien-s'-kche, čínsky 红石/Chung-š') je město v Zabajkalském kraji v Ruské federaci. Při sčítání lidu v roce 2010 měl přes pětapadesát tisíc obyvatel, což z něj činilo druhé největší město kraje po Čitě a před Borzjou. Je zde nejvýznamnější ruský uranový důl.

## Poloha a doprava
Krasnokamensk leží v suché stepi na jihovýchodě Zabajkalska, v severozápadním předhůří Argunského pohoří. Od Čity správního střediska kraje, je vzdálen přibližně 500 kilometrů jihozápadně. Blíž, přibližně čtyřicet kilometrů jihozápadně od Krasnokamensku, protéká Arguň, jedna ze zdrojnic Amuru, která zde tvoří čínsko-ruskou hranici, za kterou leží Vnitřní Mongolsko, součást Čínské lidové republiky.
Do Krasnokamensku vede od roku 1972 patnáct kilometrů dlouhá železniční trať, která se severně od něj odpojuje od železniční trati z Charanoru do Priargunsku.

## Dějiny
V roce 1963 byl v oblasti objeven uran. V roce 1968 byl založen v návaznosti na těžbu uranu Krasnokamensk, který se už v roce 1969 stal městem. Jméno odkazující v překladu na Rudý kámen poukazuje jak na barvu okolní horniny, tak na barvu politické levice.